# استفتاء استقلال كاليدونيا الجديدة 2020
تم إجراء استفتاء الاستقلال في كاليدونيا الجديدة في 4 أكتوبر 2020. رفض المصوتون الاستقلال، حيث اختار 53.26 ٪ من الناخبين البقاء ضمن الدولة الفرنسية. بلغت نسبة المشاركة 85.64٪.

## ما بعد
بناء على اتفاقية نوميا المبرمة في 1998، يتاح لسكان كاليدونيا الجديدة ما يصل إلى 3 استفتاءات حول الاستقلال. وبعد استفتائي 2018 و2020، من المتوقع إجراء استفتاء ثالث في 2022 إذا طلب ذلك ثلث أعضاء برلمان كاليدونيا.